# Fougerita
La fougerita és un mineral recentment descrit de la classe dels òxids. És l'arquetip del Grup de la fougerita dins del més gran Supergrup de la hidrotalcita d'hidròxids en doble capa que es presenten de manera natural. La seva estructura està basada en les capes de la brucita que contenen cations Fe2+ i Fe3+, anions O2− i OH−,amb enllaços [CO₃]2− i H₂O. La Fougerita cristal·litza en el sistema trigonal. La formula ideal per a la fougèrita és [Fe2+₄Fe3+₂(OH)₁₂][CO₃]·3H₂O.
La Fougerita es va trobar primer en sòls forestals prop de Fougères, Bretanya, França, i es va reconèixer com mineral vàlid per la International Mineralogical Association el 2002. És de color vers-blau a gris blavenc i sembla els minerals d'argila en hàbit. Aquest mineral és inestable a l'aire, i es descompon per oxidació, deshidratació i descarbonació a ferrihidrita, i finalment a lepidocrocita o goethita, Fe3+O(OH).